# 関口氏心
関口 氏心（せきぐち うじむね、慶長3年（1598年）? - 寛文10年3月7日（1670年4月26日））は、日本の江戸時代初期の柔術家。関口新心流の開祖である。諱は氏心、通称は弥六右衛門、号は柔心。号より一般に関口柔心と呼ばれる。
子は男子は関口氏業（八郎左衛門・第二代宗家）、関口氏英（萬右衛門・第三代宗家）、関口氏暁（弥太郎・第四代宗家。講談で有名。）、女子は義、家。5人の子供の名前はそれぞれ、「八・萬・太郎・義・家」が入っており、これは、氏心が自身の先祖が源八幡太郎義家であることからである。

## 生涯
三河国長沢村（現・愛知県豊川市）出身。関口氏は今川氏の分家で、代々が宗家の今川家に仕えた。徳川家康の正室築山殿が関口氏（瀬名氏）出身であったことから、桶狭間の戦い以降の今川氏の没落にともない今川氏真との関係が悪化し、松平氏（徳川氏）に仕えるようになった。氏心の父・関口氏幸は家康の嫡子松平信康の家臣である。
氏心は、幼少の頃より武芸・組討に優れていた。廻国修行の許可を得、林崎甚助より神夢想林崎流の抜刀術、三浦義辰より三浦流柔術を学んだ。また、屋根から猫が落ちるものの1回転して着地し何事もなく歩いていくのを見て開眼し、自ら屋根から落ちてみるなどの修行の末高度な受け身を極めたという。これらの事を工夫しまとめ、柔術の流派である関口新心流を開いた。
はじめ松平飛騨守、次に本多甲斐守（本多政勝大和国郡山藩）、後1639年（寛永16年）に紀州徳川家の柔術指南役として徳川頼宣に仕えた。関口新心流は紀州藩の御流儀となり、江戸時代に最も広まった柔術流派のひとつとなった。

## 関口柔心の登場する作品

### 小説
- 魔界転生（山田風太郎）
- 水の如くに（近衛龍春）

### 漫画
- ヴィラネス ー真伝・寛永御前試合ー（原作：夢枕獏　漫画：雨依新空）